# Cornella de la Hispaniola
La cornella de la Hispaniola (Corvus leucognaphalus) és un ocell de la família dels còrvids (Corvidae).

## Hàbitat i distribució
Habita boscos densos de la Hispaniola, principalment a les terres altes. També a Puerto Rico, almenys antany.